# Śródmieście (Włodawa)
Śródmieście  – część miasta Włodawa w Polsce położona w województwie lubelskim, w powiecie włodawskim, w gminie miejskiej Włodawa.